# La Dolce Villa
La Dolce Villa ist ein US-amerikanischer Spielfilm aus dem Jahr 2025 von Regisseur Mark Waters nach einem Drehbuch von Elizabeth Hackett und Hilary Galanoy mit Scott Foley, Violante Placido und Maia Reficco. Die romantische Komödie wurde am 13. Februar 2025 auf Netflix veröffentlicht.

## Handlung
Olivia Field möchte in Italien in Montezara für einen symbolischen Betrag von einem Euro eine heruntergekommene Villa erwerben, um diese zu revitalisieren. Olivias vor drei Jahren verstorbene Mutter Mia war halbe Italienerin, in Italien fühlt sich Olivia ihrer Mutter näher. Olivias Vater Eric, ist ein Gastronomieberater und früherer Koch. Seit dem Krebstod seiner Frau bereitet ihm das Kochen keine Freude mehr. Eric reist seiner Tochter nach Italien nach, um sie davon abzuhalten. Dort lernt er Francesca Pucci, die Bürgermeisterin der Stadt kennen. 
Die Renovierungsarbeiten sollen von Nino, Francescas Schwager durchgeführt werden. Francesca war mit Ninos Bruder Alessandro verheiratet, der vor fünf Jahren nach einem Herzinfarkt gestorben ist. Gemeinsam machen sich Olivia, Eric und Francesca auf die Suche nach einem geeigneten Objekt und werden in einer Villa, deren Eigentümer vor einem Jahr verstorben ist, fündig. Eric plant zunächst für ein Monat in Italien zu bleiben, um seine Tochter in der ersten Phase der Renovierungsarbeiten zu unterstützen. Nach dem Einreissen einer Mauer entdecken sie einen Steinofen, mit Unterstützung von Francesca macht Eric die Originalpläne ausfindig.
Giovanni ist Koch in einer Trattoria in Montezara. Nachdem Eric von dessen Gerichten begeistert ist, kommt er auf die Idee, in der Villa eine Kochschule mit lokalen Köchen einzurichten und zu betreiben. Olivia, Francesca und auch Giovanni sind von der Idee begeistert. Eric und Francesca kommen sich näher, beschließen aber, während des Bauprojektes professionelle Distanz zu wahren. Allerdings revidieren sie die Entscheidung später und beginnen eine Liebesbeziehung.
Angeregt von einem Gespräch mit Nino bewirbt sich Olivia für eine Lehre zur Innenarchitektin in Rom. Weil sie befürchtet, dass ihr Vater dafür kein Verständnis hätte, verschweigt sie ihm ihre Bewerbung. Ihre Sorge stellt sich jedoch als unberechtig heraus und Eric freut sich für sie, ebenso wie sich Olivia über die Beziehung von Eric und Francesca freut.
Der auf Eric eifersüchtige Bernardo macht die Erben des verstorbenen Eigentümers der Villa ausfindig. Eric denkt daraufhin darüber nach, in die USA zurückzukehren. Die Erben sollen Olivia für die Renovierungsarbeiten und -kosten entschädigen. Francesca findet allerdings heraus, das den vermeintlichen Erben tatsächlich ein anderes Objekt zusteht, das diese ebenfalls renovieren wollen. Eric bleibt in Montezara bei Francesca und eröffnet eine italienische Niederlassung der Gastronomieberatung. Olivia und Giovanni werden ebenfalls ein Paar.

## Besetzung und Synchronisation
Die deutschsprachige Synchronisation übernahm die VSI Synchron GmbH. Dialogregie führte Nana Spier, die auch das Dialogbuch schrieb.
| Rolle           | Darsteller          | Synchronsprecher       |
| --------------- | ------------------- | ---------------------- |
| Eric Field      | Scott Foley         | Peter Flechtner        |
| Bernardo        | Tommaso Basili      | Marc Skanderberg       |
| Cesare          | Madior Fall         | Jonas Lauenstein       |
| Donata          | Jenny De Nucci      | Katharina Schwarzmaier |
| Francesca Pucci | Violante Placido    | Melanie Pukaß          |
| Giovanni        | Giuseppe Futia      | Nico Mamone            |
| Larry Longo     | Mitch Salm          | Alex Friedland         |
| Matteo          | Daniel Panzironi    | Frédéric Brossier      |
| Nino            | Simone Luglio       | Sven Fechner           |
| Olivia Field    | Maia Reficco        | Magdalena Montasser    |
| Pina            | Alessandra Carrillo | Irina Wrona            |
| Tracey Longo    | Melanie Neu         | Nana Spier             |
| Zola            | Giselle Gant        | Elisa Bannat           |
| Nico            |                     | Alexander Gier         |

## Produktion
Der Film wurde von der DAE Light Media und Front Row Films produziert, als Produzenten fungierten Deborah Evans und Robyn Snyder. Die Serviceproduktion in Italien übernahm die 360 Degrees Film. Unterstützt wurde die Produktion von der Direzione generale Cinema e audiovisivo des Ministero della Cultura.
Die Dreharbeiten fanden in Italien in der Toscana und in der Region Latium statt. Drehort für Außenaufnahmen war unter anderem Torrino dei Gelsi im Ortsteil Colle Faustiniano der Gemeinde San Gregorio da Sassola. Innenaufnahmen entstanden in der Cinecittà in Rom.
Die Kamera führte Theo van de Sande, die Musik schrieb Caroline Ho, die Montage verantwortete Travis Sittard und das Casting Armando Pizzuti. Das Szenenbild gestaltete Luca Tranchino, das Kostümbild Frieda Basso Boccabella und die Maske Katia Sisto. Regisseur Mark Waters inszenierte zuvor für Netflix die im Mai 2024 veröffentlichte romantische Komödie Mother of the Bride mit Brooke Shields.

## Musik
- All Roads Lead to Rome (alle Titel komponiert von Caroline Ho)[9]
- Leone Family
- Chart This New Land
- Arrivederci (At the Hotel)
- The Fat Bear
- Ti Amo
- Two Bicycles
- Sorry for the Time We Missed
- Cucina di Maltese
- The Villa
- Garden Goodbyes
- Montezara
- Kitchen Plans
- North Star

## Rezeption

### Kritiken
derwatchdog.de vergab 1,5 von 5 Sternen, Der Film sei eine eskapistische Fantasie ohne Bodenhaftung, ein kitschiges Wohlfühlmärchen, in dem Probleme nicht existierten und das Leben stets postkartentauglich inszeniert werde.
Oliver Armknecht bewertete die Produktion auf film-rezensionen.de mit fünf von zehn Punkten. Diese spreche ernste Themen an, verzichte jedoch auf Tiefgang. Stattdessen gebe es attraktive Menschen und schöne Landschaften sowie das Versprechen, dass alles gutgehen darf.

### Abrufe
Der Film stieg auf Platz eins der deutschen Netflix-Charts ein. In den ersten vier Tagen nach der Veröffentlichung verzeichnete der Film 19,8 Millionen Aufrufe und schaffte es in 90 Ländern in die Top 10.
Laut der von MEEDIA veröffentlichter Daten von digital i lief der Film im Februar 2025 in 836.000 deutschen Haushalten und lag damit auf Platz fünf der Streaming-Charts.